# Pedro Guzmán (músico)
Pedro Guzmán Valentín, (Río Piedras, Puerto Rico, 18 de noviembre de 1956), conocido como Pedrito Guzmán, es un músico y cuatrista de Puerto Rico. Su forma de ejecución contribuyó a sacar el lenguaje de cuatro puertorriqueño del ambiente “jíbaro” o de música rural en el que estuvo encuadrado tradicionalmente.

## Biografía
Pedrito realizó estudios primarios y secundarios en Guaynabo, asistiendo a la “Escuela Mariano Abril”. A la edad de nueve años tuvo sus primeros contactos con la guitarra y un año después ingresó en la Tuna de la Escuela Secundaria a la vez que participaba como corista en iglesias de su comunidad. De adolescente se mudó a Caguas a estudiar en la Escuela Manuela Toro. 
A los 13 años, realizó presentaciones de radio con el dúo "Hermanitos Guzmán" y a los 14 empieza sus estudios de guitarra y bajo en la Escuela Libre de Música en Caguas, compaginando esto con su actividad como bajista en el quinteto de Cuqui Rodríguez.
En 1970, tocó el cuatro con la orquesta "Algodón de Azúcar" de Rey Rivera y más tarde se integró a las orquestas de salsa “Sonata 2000” y “La Creación”. Por esa época también trabajó como bajista de jazz. 
En 1972 viajó a Perú con la orquesta de Darwin Santiago, "Puerto Rico '72" y en el 1973 a Houston, Texas, con la banda “ La Creación”. En 1974 trabajó por siete años con el vocalista Felito Félix.
Durante la década de los ochenta, trabajó con diferentes agrupaciones tales como “Rayos Gamma”, “Haciendo Punto en otro Son”, la orquesta José Nogueras y el grupo ” Clandestino”.
En el año 1987 empezó su carrera como solista con su proyecto “Jíbaro Jazz “, grupo de jazz latino donde la ejecución del cuatro es elemento característico.
En noviembre del 2012, fue seleccionado para la apertura de la decimosexta versión del DR Jazz Festival, junto a personalidades relevantes de las cuerdas caribeñas como Juan Francisco Ordóñez en la guitarra y el "tresero" Pancho Amat, entre otros.

## Discografía
- Cuatro rumbero
- El artesano
- Transformación
- Sola y libre tu bandera (con Edgar Zayas).